# Арибалл

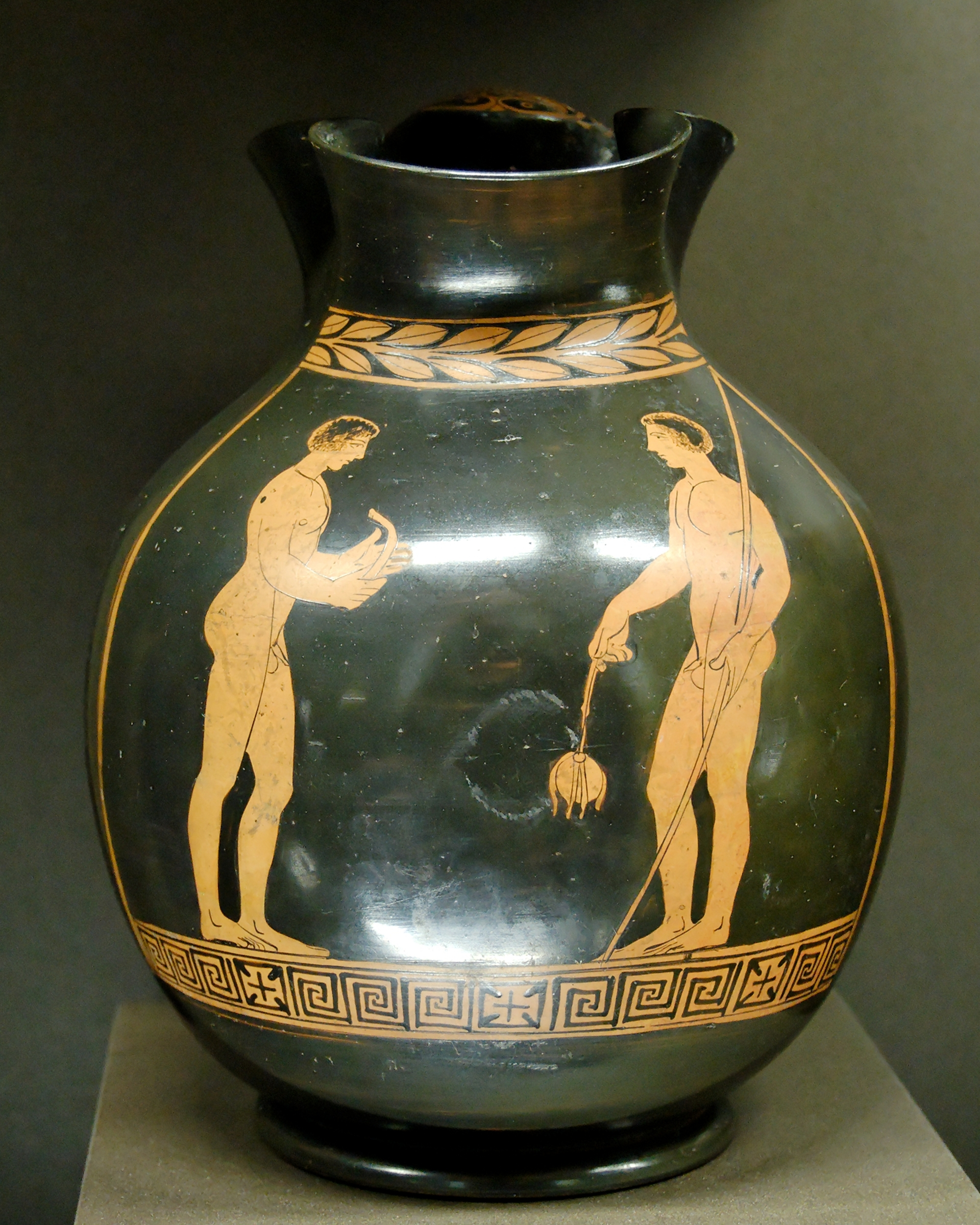
Атлеты со стригилем и арибаллом. Вазописец Пистиччи. V век до н. э. Лувр

Ариба́лл (др.-греч. αρύβαλλος) — древнегреческий сосуд небольшого размера округлой формы, с узким втянутым горлышком, расширяющимся у плоского венчика.
У арибалла широкая, в форме ленты, ручка. Арибалл использовался для хранения ароматических жидкостей, в частности, ароматических масел. Слово «арибалл» происходит от ἀρύω «черпать» и -βαλλος, связанного родством с βαλλάντιον «кошелёк». По Афинею название сосуд получил из-за сходства формы с денежным мешком. Функционально арибалл сходен с алабастроном.
Если алабастронами пользовались женщины, то арибаллы предназначались для мужчин и использовались преимущественно атлетами для ухода за телом. Арибаллы носили на ремешке на запястье.
Большинство сохранившихся арибаллов сделаны из глины, однако встречаются также арибаллы из бронзы и фаянса. На территории России представлены, например, в экспозиции Воронежского областного художественного музея имени И. Н. Крамского